# Пономарёв, Николай Алексеевич

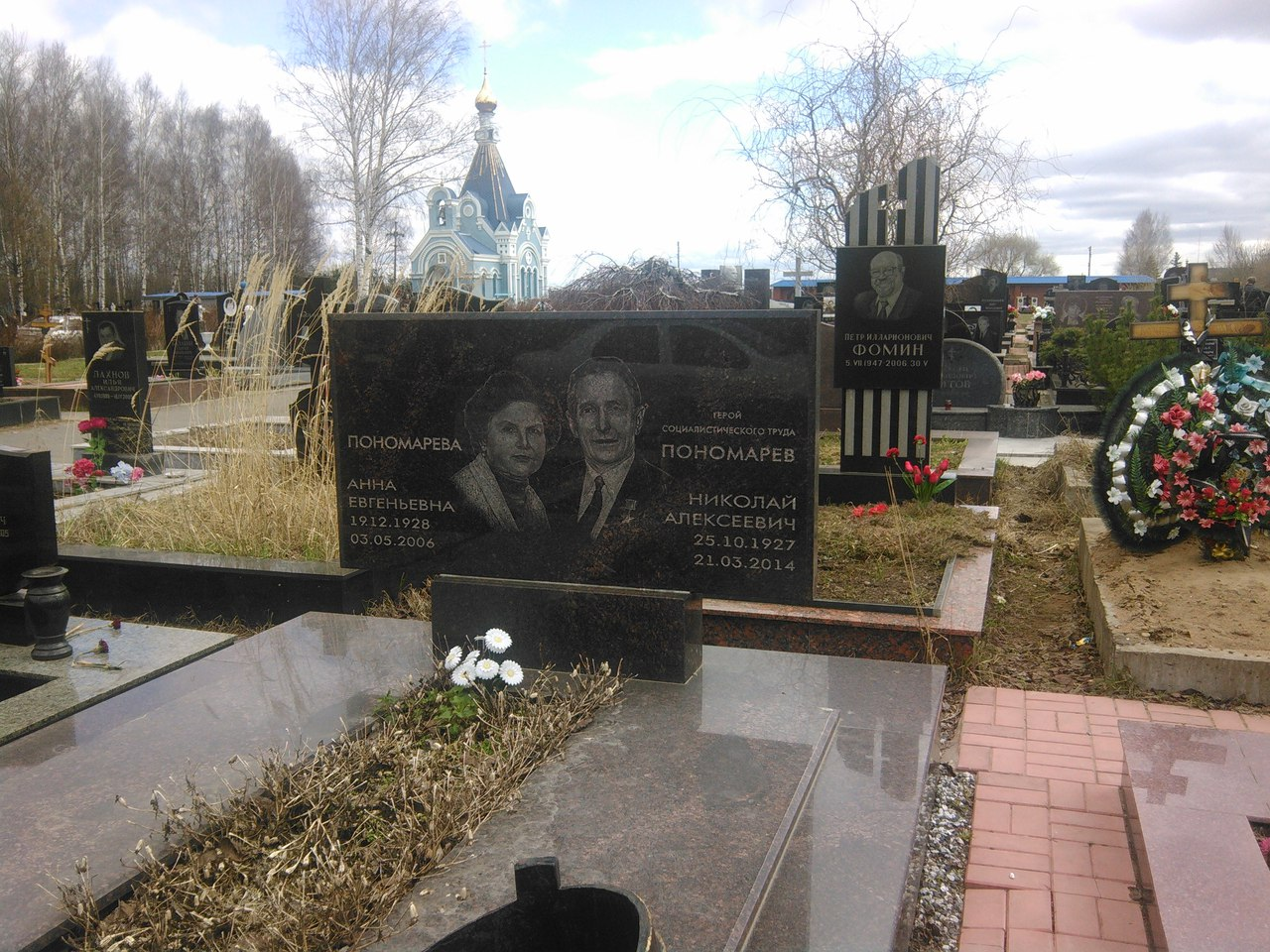
Надгробный памятник на Хохряковском кладбище Ижевска

Пономарёв Николай Алексеевич (1927—2014) — российский инженер-металлург, Герой Социалистического Труда.

## Биография
Окончил Сибирский металлургический институт, инженер-металлург.
Лауреат премии Совета Министров СССР. Герой Социалистического Труда. Награждён орденами Ленина, Октябрьской Революции, Трудового Красного Знамени (дважды), Дружбы народов, медалями.
Работал на Ижевском металлургическом заводе: мастер, старший мастер мартеновского цеха, начальник контрольно-механической лаборатории, начальник отдела технического контроля завода, секретарь парткома, заместитель главного инженера по новой технике, главный инженер ПО «Ижсталь»; в 1980—1988 гг. — генеральный директор ПО «Ижсталь».
По его инициативе внесены существенные изменения при проектировании электросталеплавильного цеха и цеха стальных фасонных профилей. Разработал и внедрил технологию проката на стане «Блюминг» слитков быстрорежущих марок стали развесом 1150 кг, что позволило поднять выход годного, снизить себестоимость. Под его руководством освоено производство переплавных процессов — электрошлакового и вакуумно-дугового, что позволило заводу стать одним из ведущих поставщиков качественного металла в стране, производство плющёной ленты для поршневых колец двигателей внутреннего сгорания. Инициатор многих технических начинаний на заводе: конструкции удлиненного слитка, внедрения АСУТП, освоения производства быстрорежущих марок стали с азотом, конического слитка для производства специальных изделий, товаров народного потребления и др.
Жил в Ижевске. Скончался 21 марта 2014 года. Похоронен на Аллее почетных захоронений Хохряковского кладбища.

## Награды
- Медаль «Серп и Молот»